# 全形 (數學)
在數學的群論中，一個群G的全形Hol(G)是一個特定的群，同時包含群G和其自同構群Aut(G)。群的全形可用半直積或交換群來描述。

## 以半直積描述
記群G的自同構群為Aut(G)，則G的全形Hol(G)是
{\displaystyle \operatorname {Hol} (G)=G\rtimes \operatorname {Aut} (G)}
其中的外半直積是對於Aut(G)在G上的自然作用，因此全形上的運算如下：令{\displaystyle (g,\alpha ),(h,\beta )}為Hol(G)的元，其中g, h是G的元，{\displaystyle \alpha ,\beta }是G的自同構，則
{\displaystyle (g,\alpha )(h,\beta )=(g\alpha (h),\alpha \beta )}。

## 以交換群描述
群G以左乘和右乘作用在自身的元素上，定義出兩個從G到G上的對稱群Sym(G)的群同態。左乘對應的群同態為
{\displaystyle \lambda :\ G\to \operatorname {Sym} (G)}，{\displaystyle \lambda (g)(h)=g\cdot h}；
右乘對應的群同態為
{\displaystyle \rho :\ G\to \operatorname {Sym} (G)}，{\displaystyle \rho (g)(h)=h\cdot g^{-1}}。
這兩個群同態稱為G的左及右正規表示，並且都是單射（凱萊定理）。換言之，G同構於{\displaystyle \lambda (G)}和{\displaystyle \rho (G)}。G的全形{\displaystyle \operatorname {Hol} (G)}是{\displaystyle \lambda (G)}在{\displaystyle \operatorname {Sym} (G)}中的正規化子。